# جاك كوهين
جاك كوهين (بالعبرية: ז'אק כהן‏) هو ممثل إسرائيلي، ولد في 13 أكتوبر 1930، وتوفي في 1 ديسمبر 2016.

## وصلات خارجية
- جاك كوهين على موقع IMDb (الإنجليزية)
- جاك كوهين على موقع ميوزك برينز (الإنجليزية)
- جاك كوهين على موقع ديسكوغز (الإنجليزية)
- جاك كوهين على موقع قاعدة بيانات الفيلم (الإنجليزية)